# Contes del guardià de la cripta
Contes del guardià de la cripta és una sèrie d'animació dirigida a nens realitzats per Nelvana. Es va emetre per YTV al Canadà i per American Broadcasting Company als Estats Units. Al Canadà encara es retransmet pels volts de Halloween a Teletoon. Es basava en el programa de televisió d'acció en viu Històries de la cripta, que es va emetre simultàniament per HBO. La sèrie Els Contes del Guardià de la Cripta estava dirigida als nens i va ser significativament més suau que la versió d'HBO d'acció en viu, i tota la sang i el gore s'ometen completament per tal d'apuntar cap a l'audiència. La majoria dels episodis tenen lloc dins de la ciutat fictícia de Gravenhurst, a Califòrnia, amb una població de 55.232 habitants (això s'estableix en l'episodi 10 - "La grapa goril·la" - The Gorilla's Paw) La sèrie es va anul·lar el 10 de desembre de 1994. El 1999, l'espectacle va tornar en antena com a Nous Contes de Guardià de la Cripta. L'animació era diferent de la dels episodis anteriors i es va canviar a Teletoon al Canadà, i també va canviar a la CBS als Estats Units.

## Argument
En la sèrie, el Guardià de la Cripta explica diverses històries de terror als espectadors, cadascuna amb una moral estrambòtica. Explicava un conte terrorífic diferent cada capítol. Tot i que hi ha alguns personatges que es repeteixen, es poden seguir les històries de manera desordenada perquè el fil argumental és diferent per cada una. En la dimensió del Guardià, però, la sèrie avança al llarg dels episodis. A la segona temporada, el Guardià de la cripta contínuament té desavinences amb els seus rivals, el Vault-Keeper i la Old Witch. Aquests proven d'usurpar-li el programa, atès que ells no en tenen cap de propi fora d'intentar aixafar la guitarra al Guardià de la cripta. En aquesta temporada, veiem el Guardià de la cripta en diversos espais de la seva mansió mentre malda per evitar els seus competidors.

## Crítiques i canvis en la sèrie
Van començar a aparèixer crítiques sobre el contingut de la sèrie, qualificant-la de 'massa esgarrifosa' pels nens més petits. Fins al punt que les noves regulacions CFC (Comissió Federal de Comunicacions), que exigien pels Estats Units un contingut de dibuixos animats ‘més educatiu’ per la quitxalla, van afavorir la decisió de les televisions YTV (del Canadà) i ABC (dels Estats Units) de deixar d'emetre la sèrie. En el seu lloc, la tercera i darrera temporada (el 1999 en la seva primera emissió en anglès original) va fer el seu debut per la Teletoon del Canadà i a la CBS dels Estats Units, amb el nom de 'Nous Contes del Guardià de la Cripta' (New Tales from the Cryptkeeper).
La cadena TV-Y7 va posar en valor els elements de terror de fantasia de la sèrie original i les escenes que podrien ser 'massa esgarrifoses' pels nens més petits i la va acollir posant-li el distintiu E/I (que significa que té un contingut educatiu/informatiu) a l'inici de cada episodi de la tercera temporada, per la moralitat dels contes de por que oferia.

## Repartiment[calcitació]

### Original (anglès)
- John Kassir (The Cryptkeeper)
- Elizabeth Hanna (The Old Witch)
- David Hemblen (The Vault Keeper)

## Doblatge al català[calcitació]
- ?? com a Guardià de la Cripta (The Cryptkeeper)
- Pepa Arenós com a la Bruixa Vella (The Old Witch)
- ?? com a ?? (The Vault Keeper)

## Temporades
La sèrie consta de tres temporades:
- La primera de 1993
- La segona de 1994
- La tercera abraça des de finals del 1999 fins a inicis del 2000

Tot això pel que refereix a l'emissió original en anglès.

## Episodis[calcitació]

### Temporada 1 [1993]
01 - Mentre el gat és fora
02 - Natura
03 - Que crideu bé
04 - De pesca / Una bona feina de capa
05 - Les obres de cera
06 - La Bella Dorment
07 - L'home prehistòric
08 - Dr. Jeckyll i Mr. Hyde
09 - Un viatge nocturn
10 - La grapa goril·la
11 - Embolica que fa fort
12 - Un malson horrorós
13 - El vaixell fantasma

### Temporada 2 [1994]
14 - Final de partida
15 - Sang freda, cors calents / The Spider and the Flies
16 - El fantasma venjador / Myth Conceptions
17 - Tots els detalls macabres
18 - La dona que plora
19 - Els homes morts no salten
20 - La mina encantada
21 - Males herbes
22 - Els germans Gruff
23 - La terrible casa del terror
24 - Caçat
25 - En Chuck, en Melvin i l'Empaita
26 - L'exprés de Transsilvània

### Temporada 3 [1999-2000]
27 - La nina Sharon
28 - L'amic imaginari
29 - La por guarda la vinya
30 - Màquines diabòliques
31 - L'esperit competitiu
32 - Oferta especial de problemes
33 - Ets molt bonica
34 - Un dibuix molt animat
35 - Llibre d'aventures
36 - La reunió del poble
37 - És per tu
38 - Els monstres se m'han menjat els deures
39 - Anar a l'escola no mola
NotaEls capítols marcats en cursiva són capítols dobles i a l'hemeroteca en català només consta el nom del primer capítol, per aquest motiu hem conservat els títols de les segones parts en original anglès.